# ضوء بروجي
الضوء البروجي (أو الفجر الكاذب) هو توهج ضعيف نسبياً مثلث الشكل تقريباً يمكن مشاهدته في السماء الليلية، ينتج عند تبدد أشعة الشمس بواسطة الغبار الموجود على فلك البروج (دائرة الكسوف) للنظام الشمسي. 

يمتد الضوء البروجي من المنطقة المحيطة بالشمس على امتداد مسار الشمس وتحديداً دائرة البروج وتسمى هذه المنطقة «هالة فراونهوفر» ترسل طيف اشعة يضاف إلى الطيف الكوني.

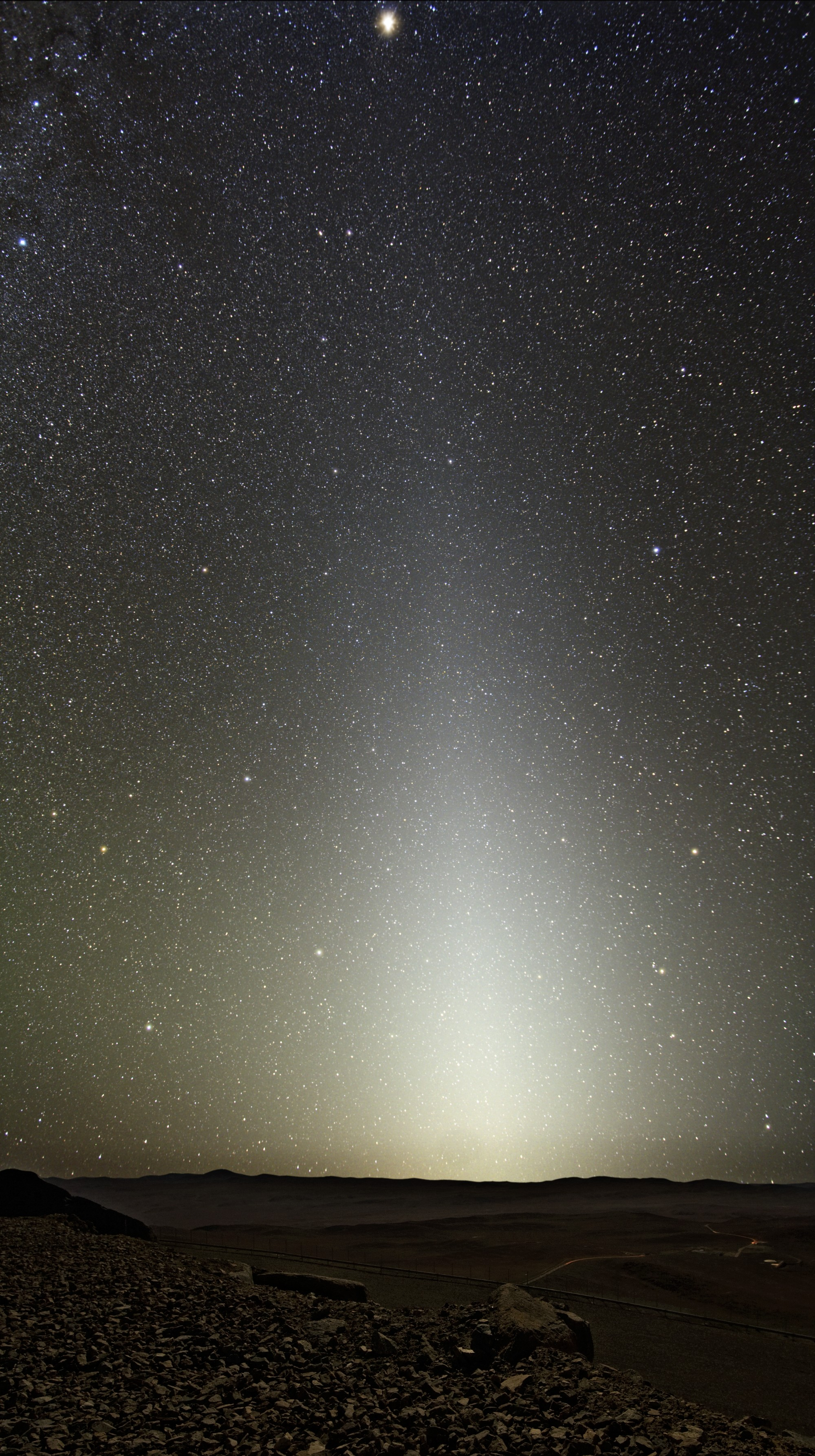
مظهر لضوء بروجي من موقع المقراب العظيم.

وهج مخروطي الشكل لضوء خافت ينتشر في السماء، يُرى من جهة الغرب بعد المغيب مباشرة، ويُرى من جهة الشرق قبل الشروق بقليل. ويظهر ضوء الأبراج أقوى ما يكون بالقرب من الشمس ثم يخفت تدريجيًا. ويمكن تتبعه بسهولة، عند نقطة متوسطة في السماء. ويظهر هذا الضوء مرة أخرى في منطقة تقابل الشمس مباشرة.
وقد أطلق على الأبراج هذا الاسم لأنه يُرى قُبالة سلاسل الأبراج التي تقع على طول دائرة البروج أي الدائرة الظاهرية لمسار الشمس حول الأرض. ويتمثل التفسير المقبول لهذا الضوء في أنَّ أعدادًا هائلة من جزيئات دقيقة من مادة تنتشر حول النظام الشمسي الداخلي تعكس ضوء الشمس، وتصبح هذه الجزيئات مرئية حينما تظلم السماء. ويُعتقد أن ذرات التراب هذه تُعَدُّ من أنقاض المذنبات والكواكب الصغيرة. وينشأ الوهج المقابل أيضًا عن ذرات التراب التي تعكس ضوء الشمس.